# Мэйтоку
Мэйтоку (яп. 明徳 мэйтоку) — девиз правления (нэнго) японского императора Го-Комацу из северной династии, использовавшийся с 1390 по 1394 год .
С 1392 года Мэйтоку — девиз правления объединённой империи, сменивший нэнго Гэнтю Южного Двора (1384—1392).

## Продолжительность
Начало и конец эры:
- 26-й день 3-й луны 2-го года Коо (по юлианскому календарю — 12 апреля 1390);
- 5-й день 7-й луны 5-го года Мэйтоку (по юлианскому календарю — 2 августа 1394).

Как девиз правления объединённой страны — 5-й день 10-й високосной луны 3-го года Мэйтоку / 9-го года Гэнтю (по юлианскому календарю — 19 ноября 1392).

## Происхождение
Название нэнго было заимствовано из древнекитайского сочинения Ли цзи:「大学之道、在明明徳、在親民」.

## События
даты по юлианскому календарю
События того времени подробно изложены в Хронике годов Мэйтоку (яп. 明徳記 Мэйтокуки).
- 1390 год (1-й год Мэйтоку) — выступление Тоса Ясуюки, уничтожение рода Ямано[6];
- 1392 год (3-й год Мэйтоку) — объединение Северного и Южного императорских дворов[6];

## Сравнительная таблица
Ниже представлена таблица соответствия японского традиционного и европейского летосчисления. В скобках к номеру года японской эры указано название соответствующего года из 60-летнего цикла китайской системы гань-чжи. Японские месяцы традиционно названы лунами.
| 1-й год Мэйтоку (Металлическая Лошадь) | 1-я луна        | 2-я луна   | 3-я луна* | 3-я луна (високосная) * | 4-я луна  | 5-я луна* | 6-я луна* | 7-я луна   | 8-я луна*   | 9-я луна   | 10-я луна*               | 11-я луна     | 12-я луна      |
| 7-й год Гэнтю                          | 1-я луна        | 2-я луна   | 3-я луна* | 3-я луна (високосная) * | 4-я луна  | 5-я луна* | 6-я луна* | 7-я луна   | 8-я луна*   | 9-я луна   | 10-я луна*               | 11-я луна     | 12-я луна      |
| -------------------------------------- | --------------- | ---------- | --------- | ----------------------- | --------- | --------- | --------- | ---------- | ----------- | ---------- | ------------------------ | ------------- | -------------- |
| Юлианский календарь                    | 17 января 1390  | 16 февраля | 18 марта  | 16 апреля               | 15 мая    | 14 июня   | 13 июля   | 11 августа | 10 сентября | 9 октября  | 8 ноября                 | 7 декабря     | 6 января 1391  |
| 2-й год Мэйтоку (Металлическая Коза)   | 1-я луна        | 2-я луна*  | 3-я луна  | 4-я луна*               | 5-я луна  | 6-я луна* | 7-я луна* | 8-я луна   | 9-я луна*   | 10-я луна  | 11-я луна*               | 12-я луна     |                |
| 8-й год Гэнтю                          | 1-я луна        | 2-я луна*  | 3-я луна  | 4-я луна*               | 5-я луна  | 6-я луна* | 7-я луна* | 8-я луна   | 9-я луна*   | 10-я луна  | 11-я луна*               | 12-я луна     |                |
| Юлианский календарь                    | 5 февраля 1391  | 7 марта    | 5 апреля  | 5 мая                   | 3 июня    | 3 июля    | 1 августа | 30 августа | 29 сентября | 28 октября | 27 ноября                | 26 декабря    |                |
| 3-й год Мэйтоку (Водяная Обезьяна)     | 1-я луна        | 2-я луна*  | 3-я луна  | 4-я луна                | 5-я луна* | 6-я луна  | 7-я луна* | 8-я луна*  | 9-я луна    | 10-я луна* | 10-я луна (високосная) * | 11-я луна     | 12-я луна      |
| 9-й год Гэнтю                          | 1-я луна        | 2-я луна*  | 3-я луна  | 4-я луна                | 5-я луна* | 6-я луна  | 7-я луна* | 8-я луна*  | 9-я луна    | 10-я луна* | 10-я луна (високосная) * | 11-я луна     | 12-я луна      |
| Юлианский календарь                    | 25 января 1392  | 24 февраля | 24 марта  | 23 апреля               | 23 мая    | 21 июня   | 21 июля   | 19 августа | 17 сентября | 17 октября | 15 ноября                | 14 декабря    | 13 января 1393 |
| 4-й год Мэйтоку (Водяной Петух)        | 1-я луна*       | 2-я луна   | 3-я луна  | 4-я луна*               | 5-я луна  | 6-я луна* | 7-я луна  | 8-я луна*  | 9-я луна    | 10-я луна* | 11-я луна                | 12-я луна*    |                |
| Юлианский календарь                    | 12 февраля 1393 | 13 марта   | 12 апреля | 12 мая                  | 10 июня   | 10 июля   | 8 августа | 7 сентября | 6 октября   | 5 ноября   | 4 декабря                | 3 января 1394 |                |
| 5-й год Мэйтоку (Деревянная Собака)    | 1-я луна        | 2-я луна*  | 3-я луна  | 4-я луна*               | 5-я луна  | 6-я луна  | 7-я луна* | 8-я луна   | 9-я луна*   | 10-я луна  | 11-я луна*               | 12-я луна     |                |
| Юлианский календарь                    | 1 февраля 1394  | 3 марта    | 1 апреля  | 1 мая                   | 30 мая    | 29 июня   | 29 июля   | 27 августа | 26 сентября | 25 октября | 24 ноября                | 23 декабря    |                |

* звёздочкой отмечены короткие месяцы (луны) продолжительностью 29 дней. Остальные месяцы длятся 30 дней.